# Ruble letó
El ruble letó va ser el nom de la moneda oficial de Letònia entre el 22 de març de 1919 fins al 3 d'agost de 1922, i entre el 7 de maig de 1992 fins al 5 de març de 1993.
|  |  | 1 Rublis  | Groc     |
|  |  | 2 Rubļi   | Marró    |
|  |  | 5 Rubļi   | Blau     |
|  |  | 10 Rubļu  | Vermell  |
|  |  | 20 Rubļu  | Violeta  |
|  |  | 50 Rubļu  | Turquesa |
|  |  | 200 Rubļu | Verd     |
|  |  | 500 Rubļu | Taronja  |